# Scaphiophryne
Scaphiophryne – rodzaj płazów bezogonowych z podrodziny Scaphiophryninae w rodzinie wąskopyskowatych (Microhylidae). 

## Zasięg występowania
Rodzaj obejmuje gatunki występujące na Madagaskarze.

## Systematyka

### Etymologia
- Scaphiophryne: gr. σκαφιoν skaphion „miska”[5]; φρυνη phrunē, φρυνης phrunēs „ropucha”[6].
- Pseudohemisus: gr. ψευδος pseudos „fałszywy”[7]; rodzaj Hemisus Günther, 1859. Gatunek typowy: Hemisus obscurus[a] Grandidier, 1872.

### Podział systematyczny
Do rodzaju należą następujące gatunki:
- Scaphiophryne boribory Vences, Raxworthy, Nussbaum & Glaw, 2003
- Scaphiophryne brevis (Boulenger, 1896)
- Scaphiophryne calcarata (Mocquard, 1895)
- Scaphiophryne gottlebei Busse & Böhme, 1992 – łopatnik czerwony[8]
- Scaphiophryne madagascariensis (Boulenger, 1882)
- Scaphiophryne marmorata Boulenger, 1882
- Scaphiophryne matsoko Raselimanana, Raxworthy, Andreone, Glaw & Vences, 2014
- Scaphiophryne menabensis Glos, Glaw & Vences, 2005
- Scaphiophryne obscura (Grandidier, 1872)
- Scaphiophryne spinosa Steindachner, 1882